# ケイシー・ヘザー
ケイシー・ヘザー（Casey Haerther , 1987年10月5日 - ）は、カリフォルニア州ウエストハリス出身のプロ野球選手(一塁手)。右投右打。現在は、アメリカン・アソシエーションのウィニペグ・ゴールドアイズに所属している。

## 経歴

### プロ入り前
2006年のMLBドラフトでサンディエゴ・パドレスにドラフト34巡目指名されたが、カリフォルニア大学ロサンゼルス校へ進学した。

### プロ入りとエンゼルス傘下時代
2009年のMLBドラフトでロサンゼルス・エンゼルス・オブ・アナハイムからドラフト5巡目指名され入団。この年は、アドバンスルーキーリーグのオレム・オウルズで50試合に登板した。
2010年は、傘下Aのシーダーラピッズ・カーネルズで113試合に出場した。
2011年は、傘下アドバンスのインランド・エンパイア・シックスティシクサーズで117試合に出場した。
2012年は、傘下AAのアーカンソー・トラベラーズで124試合に出場した。また、9月に第3回WBC予選のイスラエル代表に選出された。

### 独立リーグ時代
2013年からは、アメリカン・アソシエーションのウィニペグ・ゴールドアイズでプレーしている。この年は、97試合に出場した。
2014年は、98試合に出場した。